# Anarthriaceae
Die Anarthriaceae sind eine Pflanzenfamilie, die zur Ordnung der Süßgrasartigen (Poales) innerhalb der Einkeimblättrigen Pflanzen gehört. Die etwa elf Arten kommen nur im australischen Bundesstaat Western Australia vor.

## Beschreibung und Ökologie
Die Arten der Anarthriaceae sind ausdauernde krautige Pflanzen, manche Arten wirken wie Rutensträucher. Es sind laubabwerfende bis immergrüne Pflanzen mit Rhizomen, oft sind es Xerophyten. Oft sind die Halme verzweigt. Die wechselständig und zweizeilig am Halm angeordneten Laubblätter sind ungestielt, einfach, parallelnervig und ganzrandig. Es sind Ligulae vorhanden.
Sie sind zweihäusig getrenntgeschlechtig (diözisch) oder selten einhäusig (monözisch). In unterschiedlich gestaltigen Blütenständen sind viele Blüten zusammengefasst.
Die eingeschlechtigen Blüten sind radiärsymmetrisch und dreizählig. Es sind sechs gleichgestaltige Blütenhüllblätter vorhanden. Die männlichen Blüten enthalten nur einen Kreis mit drei freien Staubblättern. Bei den weiblichen Blüten sind drei Fruchtblätter zu einem oberständigen Fruchtknoten verwachsen mit nur einer Samenanlage je Fruchtknotenkammer. Es sind drei freie Griffel, also auch drei Narben vorhanden. Die Bestäubung erfolgt durch den Wind (Anemophilie).
Es werden 1,5 bis 7 mm lange Nüsse gebildet und die Samen enthalten Stärke.

### Inhaltsstoffe und Chromosomensätze
Es sind Flavonolglycoside vorhanden. Die Chromosomengrundzahlen betragen x = 6, 9 oder 11.

## Systematik und Verbreitung
Alle Arten kommen nur im australischen Bundesstaat Western Australia vor. Es sind Elemente der australischen Floren-Provinz Southwest (Southwest Australian Floristic Region).
David Frederick Cutler und Herbert Kenneth Airy Shaw stellten die Familie der Anarthriaceae 1965 in Kew Bulletin, 19, S. 489 auf. Die Typusgattung und lange Zeit auch einzige Gattung der Familie ist Anarthria R.Br.
Innerhalb der Ordnung der Poales sind die Anarthriaceae am nächsten mit den Centrolepidaceae und Restionaceae verwandt.
Da die drei Gattungen Anarthria, Hopkinsia und Lyginia in vielen Merkmalen sehr verschieden sind, kann es sein, dass auch Hopkinsiaceae B.G.Briggs & L.A.S.Johnson und Lyginiaceae B.G.Briggs & L.A.S.Johnson eigenständige Familien sind. Hopkinsia und Lyginia waren auch in der Familie der Restionaceae eingeordnet.
Es gibt nur drei Gattungen mit etwa elf Arten in der Familie der Anarthriaceae:
- Anarthria R.Br.: Die sechs bis sieben Arten kommen nur in Western Australia vor.[6][5]
- Hopkinsia W.Fitzg.: Die etwa zwei seltenen Arten kommen nur in Western Australia vor.[7][5]
- Lyginia R.Br.: Die etwa drei Arten kommen nur in Western Australia vor.[8][5]